# Фердинанд Дюрчанський
Фердинанд Дюрчанський (словац. Ferdinand Ďurčanský 18 грудня 1906, Раєц, Словаччина — 15 березня 1974, Мюнхен, Німеччина) — лідер словацьких націоналістів, деякий час був членом словацького уряду Йозефа Тісо.

## Життєпис
Фердинанд Дюрчанський народився в Раєці (в той час — Австро-Угорщина). 
Закінчив Вищу школу міжнародних відносин в Парижі, Братиславський університет імені Коменського і Академію міжнародного права в Гаазі, отримав ступінь доктора права, став професором правознавства в Братиславі.
Дюрчанський став націоналістом під час навчання в університетах. Коли «Родобрана» в кінці 1920-х втратила свій вплив, то виразником невдоволення словацьких націоналістів став журнал «Nástup» (існує досі), редактором якого був Фердинанд Дюрчанський. Журнал був популярний серед студентів та викладачів вищих навчальних закладів. На відміну від низки сучасників, які вимагали максимум автономії, Дюрчанський наполягав на повній незалежності Словаччини. Коли в 1938 році він і Йозеф Тисо зустрілися з Адольфом Гітлером, то лише Дюрчанський відстоював перед лідером нацистів ідею повністю незалежної словацької держави.
Послідовники Дюрчанського, звані «молодим поколінням», зайняли низку посад в адміністрації Войтеха Тука в Першій Словацькій республіці. Сам він у 1938— 1939 роках обіймав посади міністра юстиції, охорони здоров'я, соціального забезпечення, потім — міністра внутрішніх справ. Після проголошення незалежності Словаччини 14 березня 1939 року Дюрчанський став міністром закордонних справ. Незважаючи на те, що Угорщина була першою державою, що визнала де-юре незалежну Словаччину, між Братиславою і Будапештом розгорілася т. зв. «Мала війна» через спірний кордон між Словаччиною і Підкарпатською Руссю (яку Угорщина тільки окупувала). Даний військовий конфлікт підштовхнув Тисо і Дюрчанського до укладання «Договору про охорону» з Німеччиною, за яким Берлін виступав гарантом територіальної цілісності і незалежності Словаччини. Завдяки німецькому посередництву, угорсько-словацький конфлікт було залагоджено 4 квітня 1939 року. Незважаючи на особливий статус Німеччини, Дюрчанський намагався розширити можливості Словаччини проводити незалежну від Німеччини зовнішню політику, намагаючись встановити дипломатичні відносини з максимально широкою кількістю держав. У підсумку, Словаччина обмінялася представниками з двома десятками держав.
Після дипломатичного визнання незалежної Словаччини з боку СРСР 15 вересня 1939 року, Дюрчанський будував надії на те, що Москва виступить новим полюсом сили в Дунайській Європі і зможе стримувати гегемоністські амбіції Берліна. Більше того, Дюрчанський сподівався, що СРСР і Словаччина зможуть виступити єдиним фронтом проти Угорщини, після чого Братислава поверне собі південну і східну Словаччину, а Москва встановить контроль над Підкарпатською Руссю. Однак, СРСР, визнаючи Словаччину сферою німецького впливу, залишав пропозиції Дюрчанського без відповіді. У свою чергу, Гітлер, роздратований словацькими спробами вести незалежну дипломатію, зажадав у червні 1940 року в Тисо відставки Дюрчанського. Тисо прийняв ці вимоги і крісло нового міністра закордонних справ зайняв Войтех Тука.
У 1944 році Тисо спробував знову залучити його до роботи, але нацисти стали проти цього. Проте, Дюрчанський завжди був прихильником Тисо, і намагався організувати опір Радянському Союзу до самого кінця, поки в 1945 році не був змушений еміґрувати до Австрії. Наступного року він перебрався до Ватикану, де організував «Словацький комітет дії», згодом перейменований на «Словацький визвольний комітет». У 1947 році він виїхав до Аргентини і, нарешті, з 1952 року оселився в Мюнхені. Входив до керівництва Антибільшовицького блоку народів.